# Estación de Fujitec-mae
La Estación de Fujitec-mae (フジテック前駅 Fujitec-mae-eki?) es una estación de tren localizada en Hikone, Shiga, Japón.

## Líneas
- Ohmi Railway
  - Línea Principal

## Historia
La estación se estableció cerca de la sede de Fujitec cuando esta se trasladó a Hikone el 3 de abril de 2006.
- 18 de marzo de 2006 - Apertura

## Alrededores
- Sede de Fujitec
600 m al oeste de la estación

## Estaciones adyacentes
| «                            | «                            | Servicio                     | »                            | »                            |
| Línea Principal Ohmi Railway | Línea Principal Ohmi Railway | Línea Principal Ohmi Railway | Línea Principal Ohmi Railway | Línea Principal Ohmi Railway |
| ---------------------------- | ---------------------------- | ---------------------------- | ---------------------------- | ---------------------------- |
| Maibara                      |                              | Rápido                       |                              | Toriimoto                    |
| Maibara                      |                              | Local                        |                              | Toriimoto                    |